# Ibn al-Saffar
Abū al‐Qāsim Aḥmad ibn ʿAbd Allāh ibn ʿUmar al‐Ghāfiqī ibn al‐Ṣaffār al‐Andalusī (Córdoba-Denia, 1035), más conocido por el sobrenombre de Ibn al-Saffar, literalmente «el Hijo del Calderero» (en árabe: ابن الصفار‎), también transcrito Ben Assafar fue un  científico andalusí del siglo XI.

## Vida
Estudió en Córdoba bajo la tutela de Maslama al-Mayriti. En fecha incierta, pero coincidiendo con la guerra civil que precedió la caída del Califato de Córdoba (Fitna de al-Ándalus, 1008-1013), se trasladó a Denia junto con su hermano Muḥammad, un reconocido constructor de astrolabios. En Denia fue protegido por el emir Muyahid al-Amiri al-Muwaffaq. Murió en esta ciudad en 1035.
Fue el constructor de reloj de sol islámico más antiguo que se conserva en la península ibérica, conservado en el Museo Arqueológico y Etnológico de Córdoba.

## Obra
El único tratado suyo del cual se conservan manuscritos es el Kitab al-amal bi-l-asturlab (Descripción y uso del astrolabio), que tuvo mucha influencia en la Edad Media gracias a la traducción que hizo al latín  Platón de Tívoli en Barcelona a comienzos del siglo XII. Se trata de un texto clásico de la escuela de Maslama al-Mayriti y muy parecido a un tratado de las mismas características del mismo Maslama, pero es de gran claridad y muy didáctico. Trata extensamente los temas de trigonométrica y enseña el uso del instrumento para medir distancias, ángulos y superficies. En el libro, se cita la Geografía de Ptolomeo, lo cual es un indicativo del nivel de conocimientos de la cultura científica griega.
También se cita como obra suya un Compendio de tablas astronómicas según el método de Sindhind, de la cual no se conoce más que el título, pero que sería probablemente fruto de los trabajos astronómicos hechos en Córdoba, bajo la dirección de Maslama al-Mayriti, actualizando las tablas astronómicas de Al-Juarismi.

## Reconocimientos
El planeta extrasolar Saffar, que orbita la estrella Titawin en la constelación de Andrómeda, fue nombrado así en su honor a partir del proyecto NameExoWorlds.